# 角柄厚皮香
角柄厚皮香（学名：Ternstroemia biangulipes）为山茶科厚皮香属下的一个种。

## 扩展阅读
- 維基物種上的相關：角柄厚皮香